# NGC 5746
NGC 5746  è una galassia a spirale barrata della costellazione della Vergine.

## Caratteristiche
Distante 95 milioni di anni luce, può essere osservata con un telescopio amatoriale. Ha una forte somiglianza con la galassia NGC 4565.